# Sarah Hyde
 (février 2020).
Pour les articles homonymes, voir Hyde.
Sarah Hyde (fl. 1714 - 15 novembre 1750) est une imprimeuse et libraire irlandaise,.

## Biographie
Sarah Hyde est née Sarah Ray. Elle est la seule fille des libraires et imprimeurs de Dublin Joseph et Elizabeth Ray. On ne sait rien de sa vie avant son mariage avec l'imprimeur et libraire, John Hyde, le 18 juin 1714,.
Après la mort de son mari en novembre 1728, Hyde reprend leurs affaires de Dame Street, continuant à vendre des fournitures au Trinity College jusqu'en 1747. De 1728 à 1732, elle loue l'imprimerie du Stationers 'Hall à Cork Hill avec Eliphal Dobson II qui était un partenaire de son mari. Hyde poursuit son partenariat avec sa veuve, Jane Dobson, jusqu'en 1734. Lors d'un différend entre l'imprimeur londonien Benjamin Motte et George Faulkner sur les droits de publication des travaux de Jonathan Swift à Londres, Hyde relaie la correspondance de Motte avec Swift en 1733. Son mari avait des relations avec Swift et est bien considéré par lui. Elle publie On Poetry de Swift en 1734, une version étudiée en comparaison avec d'autres versions imprimées de la même époque,.
Hyde cesse son activité d'imprimeur avant octobre 1734, lorsqu'elle laisse sa presse et ses locaux à Richard Reilly, continuant comme libraire uniquement. Reilly imprime pour elle quelques travaux tel que Whole procedure of the siege of Drogheda (Dublin, 1735) de N. Bernard, épuisé depuis longtemps. Dans les années 1730 et 1740, elle participe à des projets de collaboration avec d'autres imprimeurs. En plus de cela, elle a des relations stables avec un ou deux autres imprimeurs, ce type de relation d'édition ad hoc avec des imprimeurs individuels est très courant dans le commerce du livre à Dublin à cette époque.
Elle déménage dans Dame Street en janvier 1745. Elle annonce son intention de quitter son entreprise dans l'édition du 28 mars 1749 du Dublin Journal. Tout son stock est vendu aux enchères en avril 1749 et elle demande le paiement de toutes les dettes en juillet 1749. Elle meurt le 15 novembre 1750 à Donnybrook, Dublin. Son testament mentionne un fils, Thomas, et quatre filles.